# Ла-Мариния-Оксиденталь
Ла-Мариния-Оксиденталь (исп. La Mariña Occidental,  галис. A Mariña Occidental)  — район (комарка) в Испании, входит в провинцию Луго в составе автономного сообщества Галисия.

## Муниципалитеты
1. Серво
2. Виседо
3. Виверо
4. Ксове